# Klimaticko-energetický balíček
Jako klimaticko-energetický balíček se označuje soubor právních předpisů Evropské unie z roku 2009 v oblasti energetiky a ochrany klimatu.
Cíle pro EU, které jsou v balíčku stanoveny:
1. snížení emisí skleníkových plynů o 20 % do roku 2020
2. zvýšení energetické účinnosti o 20 % do roku 2020
3. zvýšení podílu obnovitelných zdrojů energie na celkové energetické spotřebě na 20 % do roku 2020
4. docílení 10% podílu biopaliv v pohonných hmotách do roku 2020

Emisní povolenky umožňující vypouštět do ovzduší oxid uhličitý byly znečišťovatelům do té doby přidělovány zdarma, od roku 2013 si je musí kupovat v dražbách. V balíčku je rovněž stanoven podíl jednotlivých členských států na stanovených cílech, aby byly splněny v rámci Evropské unie jako celek. 

## Právní předpisy
- Směrnice EP a Rady 2009/28/ES, o podpoře využívání energie z obnovitelných zdrojů
- Směrnice EP a Rady 2009/29/ES, kterou se mění směrnice 2003/87/ES s cílem zlepšit a rozšířit systém pro obchodování s povolenkami na emise skleníkových plynů
- Směrnice EP a Rady 2009/30/ES, o specifikaci paliv a zavedení mechanismu pro sledování a snížení emisí skleníkových plynů
- Směrnice EP a Rady 2009/31/ES, o geologickém ukládání oxidu uhličitého
- Rozhodnutí EP a Rady 406/2009/ES, o rozdělení úsilí k dosažení redukčních cílů emisí skleníkových plynů